# Valerie Hobson

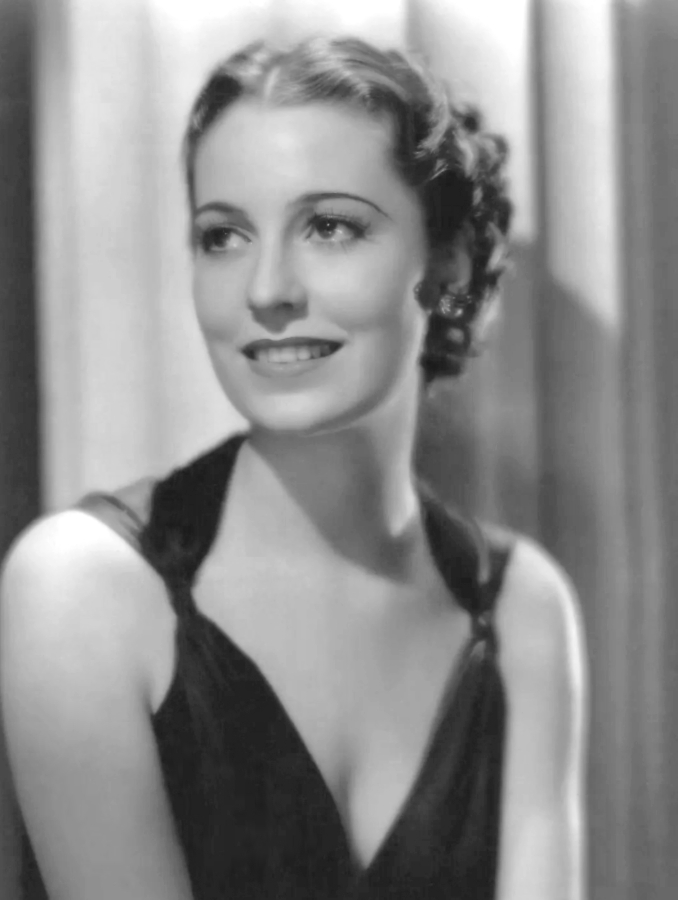
Valerie Hobson (1935)

Valerie Babette Louise Hobson (* 14. April 1917 in Larne, Irland (heute Nordirland); † 13. November 1998 in London) war eine britische Schauspielerin.

## Leben
Die Tochter eines britischen Offiziers absolvierte die Londoner Royal Academy of Dramatic Art und debütierte bereits als Jugendliche auf der Bühne und im Film. Im Alter von 17 Jahren erhielt sie Angebote aus Hollywood. Ihre dort gespielten Rollen in Thrillern und Horrorfilmen entsprachen aber nicht ihrem künstlerischen Anspruch an sich selbst. Ihre bekanntesten Rollen in dieser Zeit waren die der unglücklichen Ehefrauen von Baron Frankenstein in Frankensteins Braut und eines wahnsinnigen Wissenschaftlers, der sich in einen Werwolf verwandelt, in Der Werwolf von London (beide 1935).
Zurück in der Heimat wurde sie zu einer der führenden Darstellerinnen des britischen Kinos und in ihren Rollen zum Inbegriff der eleganten und wohlerzogenen englischen Dame. Zu ihren Erfolgen gehörten Filme wie Testflug QE 97 (1939) mit Laurence Olivier, Die Jahre dazwischen mit Michael Redgrave, David Leans Geheimnisvolle Erbschaft (beide 1946), Unruhiges Blut (1948) mit Stewart Granger und vor allem der Klassiker Adel verpflichtet (1949) mit Alec Guinness. Mitte der 1950er-Jahre zog sie sich aus dem Filmgeschäft zurück.
Von 1939 bis zur Scheidung 1952 war sie mit dem Filmproduzenten Anthony Havelock-Allan verheiratet, mit dem sie zwei Kinder hatte. 1954 heiratete sie den Politiker John Profumo (1915–2006), der 1960 zum britischen Heeresminister ernannt wurde. Während der für damalige Verhältnisse beispiellosen Profumo-Affäre im Jahr 1963, die zu Profumos Rückzug aus der Politik führte, hielt Valerie Hobson zu ihrem Mann und sie blieb bis zu ihrem Tod 1998 an seiner Seite. Aus der Ehe stammt der Sohn David Profumo (* 1955).

## Filmografie (Auswahl)
- 1933: Eyes of Fate
- 1934: The Path of Glory
- 1934: Du bist für mich die schönste Frau (Two Hearts in Waltz Time)
- 1934: Des Sträflings Lösegeld (Great Expectations)
- 1934: Badger’s Green
- 1934: Strange Wives
- 1935: Life Returns
- 1935: Mystery of Edwin Drood
- 1935: Rendezvous at Midnight
- 1935: Oh, What a Night
- 1935: Frankensteins Braut (Bride of Frankenstein)
- 1935: Der Werwolf von London (Werewolf of London)
- 1935: Chinatown Squad
- 1935: The Great Impersonation
- 1936: August Week End
- 1936: Secret of Stamboul
- 1936: Tugboat Princess
- 1936: No Escape
- 1937: Gangster, Frauen und Brillanten (Jump for Glory)
- 1938: Gefahr am Doro-Paß (The Drum)
- 1938: This Man Is News
- 1939: The Silent Battle
- 1939: Der Spion in Schwarz (The Spy in Black)
- 1939: Testflug QE 97 (Q Planes)
- 1939: This Man in Paris
- 1940: Contraband
- 1941: Atlantic Ferry
- 1942: Unpublished Story
- 1943: The Adventures of Tartu
- 1946: Die Jahre dazwischen (The Years Between)
- 1946: Geheimnisvolle Erbschaft (Great Expectations)
- 1948: Unruhiges Blut (Blanche Fury)
- 1948: Die Stimme des Gewissens (The Small Voice)
- 1949: Adel verpflichtet (Kind Hearts and Coronets)
- 1949: Das Ende einer Reise (The Interrupted Journey)
- 1949: The Rocking Horse Winner
- 1952: Der Unwiderstehliche (The Card)
- 1952: Who Goes There!
- 1952: Meet Me Tonight
- 1952: The Voice of Merrill
- 1953: Background
- 1954: Liebling der Frauen (Monsieur Ripois)